# Песме о јелу и пићу
„Песме о јелу и пићу” је југословенски кратки ТВ филм из 1980. године. Режирао га је Арсеније Јовановић а сценарио је написао Љубомир Симовић.

## Улоге
| Глумац                 | Улога |
| ---------------------- | ----- |
| Драгомир Бојанић Гидра |       |